# Liste von Notationsarten gregorianischer Handschriften
Dies ist eine Liste von Notationsarten gregorianischer Handschriften. Die adiastematischen Neumen ohne Tonintervallangaben tauchen vorwiegend in älteren Handschriften auf, später wurden die Melodien zunehmend in diastematischen Notation mit der Angabe aller relativen Tonhöhen festgehalten. Heute werden die Neumen in der Regel gedruckt.

## Handschriften mit adiastematischer Notation
- Notation von St. Gallen
- Metzer Notation (lothringische Notation)
- Bretonische Notation
- Französische Notation
- Beneventanische Notation
- Mittelitalienische Notation

## Handschriften mit diastematischer Notation
- Beneventanische Notation
- Italienische Notation
- Aquitanische Notation
- Metzer Notation
- Französische Notation
- Deutsche Notation

## Druckformen
- Quadratnotation
- Neographie

## Weiterentwicklung
- Modalnotation
- Mensuralnotation